# ケレスティヌス3世 (ローマ教皇)
ケレスティヌス3世（Caelestinus III, 1106年 - 1198年1月8日）は、第175代ローマ教皇（在位：1191年3月30日 - 1198年1月8日）。ローマ出身。本名をジャチント・ボボーネ（Giacinto Bobone）といい、オルシーニ家を祖先に持つ貴族のボボーネ家に生まれた。

## 生涯
教皇になる前はフランス・パリで神学者ピエール・アベラールの下で学び、1140年のサンス教会会議で師を弁護したが果たせなかった。1144年に同じくアベラールの弟子だった教皇ケレスティヌス2世により助祭枢機卿に叙任、以後47年間教皇庁に勤める。アレクサンデル3世の下で教皇使節として外交に手腕を発揮、アレクサンデル3世と神聖ローマ皇帝フリードリヒ1世の争いや、イングランド王ヘンリー2世とカンタベリー大司教トマス・ベケットの対立で妥協的政策を唱導した。レコンキスタにも関わり、1172年にムワッヒド朝アミール・アブー＝ヤアクーブ・ユースフ1世の軍がウエテを包囲すると、ウエテ救援に参戦する者に免償を約束、救援軍を集めるカスティーリャ王アルフォンソ8世を援助した。
1191年3月30日に教皇に選出された時には既に85歳だったと考えられ、助祭のままだったため急遽4月13日に叙階され、翌14日に教皇として聖別、旧友ケレスティヌス2世に因んでケレスティヌス3世を名乗った。15日に神聖ローマ皇帝ハインリヒ6世を戴冠し、その権威を示したが、老齢と温和な性格が災いしてハインリヒ6世がシチリアを征服するのを咎めなかった。1193年にイングランド王リチャード1世を無実の罪で投獄したとしてハインリヒ6世を破門、翌1194年に和解してリチャード1世の解放に手を貸したが、皇帝のシチリア再征服は咎めないままで、皇帝が十字軍派遣を約束した時は逡巡して怒りを買う有様だった。
ハインリヒ6世に対しては優柔不断な態度だったが、レコンキスタが進まないイベリア半島のキリスト教諸国家にしばしば介入している。レコンキスタの中心人物であるアルフォンソ8世を一貫して支持、1192年にキリスト教諸国へ休戦を呼びかけカスティーリャをアラゴン・レオンと和睦させ、聖ヨハネ騎士団にムワッヒド朝との戦闘を命令したが、一向にカスティーリャとの戦争を止めないレオン王アルフォンソ9世とナバラ王サンチョ7世に警告を発し、1196年にはアルフォンソ9世を破門して家臣の服従解除を宣言、サンチョ7世をアルフォンソ8世支持に切り替えさせた。1197年4月にはアルフォンソ9世と戦う者に免償を与えることまで宣言、アルフォンソ9世をカスティーリャとの和睦に向かわせてキリスト教諸国の抗争を何とか収めた。またこの時期の1196年にアルフォンソ9世と妃テレサの婚姻を無効にする一方、1197年に和睦の一環として行われたアルフォンソ9世とカスティーリャ王女ベレンゲラの再婚には口出ししていない。
フランス王フィリップ2世の離婚問題にも介入、王から一方的に離婚宣告されたことに憤慨した王妃インゲボルグの訴えを聞き入れ、1196年3月13日にフィリップ2世へ訓告を下し、インゲボルグが生きている間は別の結婚を認めず（フィリップ2世はインゲボルグを捨てた後は訓告後の6月にアニェス・ド・メラニーと結婚したが、この訓告で無効になった）、彼女を王妃と認めアニェスとの別れを勧めたが、聞き入れられなかった。ケレスティヌス3世は何度も注意したが事態は変わらず、次の教皇インノケンティウス3世は1199年にフィリップ2世の破門と聖務停止命令を宣告することになる。
1197年にハインリヒ6世が死去、後を追うように病気に倒れたケレスティヌス3世は死の直前に教皇職を辞し、後継を指名しようとしたが、その案は枢機卿たちによって拒否された。翌1198年1月8日にローマで亡くなり、インノケンティウス3世が次の教皇に選出、遺体はサン・ジョヴァンニ・イン・ラテラノ大聖堂に埋葬された。優柔不断さを歴史家たちに非難されたが、ドイツ騎士団・テンプル騎士団・聖ヨハネ騎士団を認可してローマ教会に貢献した。